# Wspólna Reprezentacja Niemiec na Zimowych Igrzyskach Olimpijskich 1960
Niemcy na Zimowych Igrzyskach Olimpijskich 1960 reprezentowało 74 zawodników: 56 mężczyzn i 18 kobiet. Był to szósty start reprezentacji Niemiec na zimowych igrzyskach olimpijskich.

## Zdobyte medale
| Medal  | Zawodnik                           | Dyscyplina            | Konkurencja             | Rezultat    |
| ------ | ---------------------------------- | --------------------- | ----------------------- | ----------- |
| Złoto  | Georg Thoma                        | Kombinacja norweska   | indywidualnie           | 457,952 pkt |
| Złoto  | Helga Haase                        | Łyżwiarstwo szybkie   | bieg na 500 m kobiet    | 45,9 s      |
| Złoto  | Heidi Biebl                        | Narciarstwo alpejskie | bieg zjazdowy kobiet    | 1:37,6 min  |
| Złoto  | Helmut Recknagel                   | Skoki narciarskie     | skocznia K-90           | 227,2 pkt   |
| Srebro | Marika Kilius, Hans-Jürgen Bäumler | Łyżwiarstwo figurowe  | pary sportowe           | 76,8 pkt    |
| Srebro | Helga Haase                        | Łyżwiarstwo szybkie   | bieg na 1000 m kobiet   | 1:34,3 min  |
| Srebro | Hans-Peter Lanig                   | Narciarstwo alpejskie | bieg zjazdowy mężczyzn  | 2:06,5 min  |
| Brąz   | Barbara Henneberger                | Narciarstwo alpejskie | slalom specjalny kobiet | 1:56,6 min  |

## Skład kadry

### Biathlon
Mężczyźni
| Zawodnik         | Konkurencja   | czas biegu | Kary  | Łączny czas | Pozycja |
| ---------------- | ------------- | ---------- | ----- | ----------- | ------- |
| Kuno Werner      | Bieg na 20 km | 1:29:33,8  | 12:00 | 1:41:33,8   | 9.      |
| Herbert Kirchner | Bieg na 20 km | 1:38:35,6  | 8:00  | 1:46:35,6   | 13.     |
| Horst Nickel     | Bieg na 20 km | 1:32:28:9  | 16:00 | 1:48:28,9   | 17.     |
| Kurt Hinze       | Bieg na 20 km | 1:36:36,5  | 18:00 | 1:54:36,5   | 20.     |

### Biegi narciarskie
Mężczyźni
| Zawodnik                                        | Konkurencja        | czas      | Pozycja |
| ----------------------------------------------- | ------------------ | --------- | ------- |
| Kuno Werner                                     | Bieg na 15 km      | 55:25,6   | 24.     |
| Enno Röder                                      | Bieg na 15 km      | 56:54,4   | 32.     |
| Werner Haase                                    | Bieg na 15 km      | 57:40,3   | 38.     |
| Siegfried Weiß                                  | Bieg na 15 km      | 58:04,6   | 42.     |
| Helmut Weidlich                                 | Bieg na 30 km      | 2:01:27,1 | 21.     |
| Sepp Maier                                      | Bieg na 30 km      | 2:02:10,6 | 26.     |
| Rudolf Dannhauer                                | Bieg na 30 km      | 2:03:38,9 | 29.     |
| Siegfried Hug                                   | Bieg na 30 km      | 2:05:48,6 | 33.     |
| Helmut Hagg                                     | Bieg na 50 km      | 3:25:14,6 | 20.     |
| Rudolf Dannhauer                                | Bieg na 50 km      | 3:27:54,6 | 23.     |
| Siegfried Weiß                                  | Bieg na 50 km      | 3:28:29,1 | 24.     |
| Egon Fleischmann                                | Bieg na 50 km      | 3:38:53,6 | 28.     |
| Kuno Werner Helmut Hagg Werner Haase Enno Röder | Sztafeta 4 × 10 km | 2:31:47,1 | 9.      |

Kobiety
| Zawodnik                                                             | Konkurencja         | czas                | Pozycja |
| -------------------------------------------------------------------- | ------------------- | ------------------- | ------- |
| Rita Czech-Blasl                                                     | Bieg na 10 km       | 42:29,0             | 12.     |
| Renate Dannhauer-Borges                                              | 43:46,1             | 16.                 |         |
| Sonnhilde Hausschild-Kallus                                          | 44:14,6             | 18.                 |         |
| Christa Göhler                                                       | Nie ukończyła biegu | Nie ukończyła biegu |         |
| Rita Czech-Blasl Renate Dannhauer-Borges Sonnhilde Hausschild-Kallus | Sztafeta 3 × 5 km   | 1:09:25,7           | 5.      |

### Hokej na lodzie
Reprezentacja mężczyzn
| - Paul Ambros - Georg Eberl - Markus Egen - Ernst Eggerbauer - Michael Hobelsberger - Hans Huber - Ulli Jansen - Hans Rampf |  | - Sepp Reif - Otto Schneitberger - Siegfried Schubert - Horst Schuldes - Kurt Sepp - Ernst Trautwein - Xaver Unsinn - Leonhard Waitl |

Reprezentacja Niemiec w rundzie eliminacyjnej brała udział w rozgrywkach grupy C zajmując w niej drugie miejsce i awansując do rundy finałowej. W grupie finałowej zajęła szóste miejsce.

#### Runda eliminacyjna
Grupa C
| Drużyna   | M | Mecze | Mecze | Mecze | Bramki | Bramki | Bramki | Pkt |
| Drużyna   | M | W     | R     | P     | +      | -      | +/-    | Pkt |
| --------- | - | ----- | ----- | ----- | ------ | ------ | ------ | --- |
| ZSRR      | 2 | 2     | 0     | 0     | 16     | 4      | +12    | 4   |
| Niemcy    | 2 | 1     | 0     | 1     | 4      | 9      | -5     | 2   |
| Finlandia | 2 | 0     | 0     | 0     | 5      | 12     | -7     | 0   |

Wyniki
| 19 lutego 1960 | ZSRR | 8:0 | Niemcy |  |

|  | J.Baulin 1:32 W.Priażnikow 4:01 W.Aleksandrow 18:44 J.Groszew 31:53 S.Pietuchow 32:55 A.Almietow 38:16 N.Sołogubow 45:19 K.Łoktiew 49:06 | (3:0, 3:0, 2:0) |  | Sędzia główny: Marsh Ryman Sędziowie liniowi: Everett Riley |

| 21 lutego 1960 | Niemcy | 4:1 | Finlandia |  |

|  | K.Sepp 16:16 K.Sepp 21:03 J.Reif 32:16 J.Rampf 54:56 | (1:0, 2:0, 1:1) | M. Lampainen 18:09 | Sędzia główny: Bob Barry Sędziowie liniowi: Bill Riley |

#### Grupa finałowa
| Drużyna           | M | Mecze | Mecze | Mecze | Bramki | Bramki | Bramki | Pkt | Uwagi |
| Drużyna           | M | W     | R     | P     | +      | -      | +/-    | Pkt | Uwagi |
| ----------------- | - | ----- | ----- | ----- | ------ | ------ | ------ | --- | ----- |
| Stany Zjednoczone | 5 | 5     | 0     | 0     | 29     | 11     | +19    | 10  |       |
| Kanada            | 5 | 4     | 0     | 1     | 31     | 12     | +17    | 8   |       |
| ZSRR              | 5 | 2     | 1     | 2     | 24     | 19     | +5     | 5   |       |
| Czechosłowacja    | 5 | 2     | 0     | 3     | 21     | 23     | -2     | 4   |       |
| Szwecja           | 5 | 1     | 1     | 3     | 19     | 19     | 0      | 3   |       |
| Niemcy            | 5 | 0     | 0     | 5     | 5      | 45     | -40    | 0   |       |

Wyniki
| 22 lutego 1960 | Kanada | 12:0 | Niemcy |  |

| Godzina: 18:00 | F.Etcher 6:58 F.Etcher 7:10 J.Douglas 8:04 R.McKnight 8:41 D.Rope 11:03 R.Attersley 18:50 J.Douglas 26:15 D.Rope 43:40 R.Attersley 46:01 G.Samolenko 51:33 J.Douglas 52:17 R.Forhan 55:59 | (6:0, 1:0, 5:0) |  | Sędzia główny: Bill Riley Sędziowie liniowi: Bob Barry |

| 24 lutego 1960 | Stany Zjednoczone | 9:1 | Niemcy |  |

| Godzina: 13:00 | W.Cleary 12:37 W.Cleary 13:29 T.Williams 20:55 W.Cleary 22:57 W.Cleary 29:52 P.Johnson 45:09 J.Mayasich 46:02 W.Cleary 57:58 J.Mayasich 58:49 | (2:0, 3:1, 4:0) | K.Sepp 25:42 | Sędzia główny: Bill McClean Sędziowie liniowi: Bill McKanzie |

| 25 lutego 1960 | ZSRR | 7:1 | Niemcy |  |

| Godzina: 13:00 | W.Grebiennikow 27:47 J.Cicinow 31:33 W.Aleksandrow 33:40 S.Pietuchow 34:42 J.Cicinow 50:41 S.Pietuchow 53:24 G.Sidorenkow 59:16 | (0:1, 4:0, 3:0) | H.Huber 3:17 | Sędzia główny: Rob Barry Sędziowie liniowi: Bill Riley |

| 27 lutego 1960 | Czechosłowacja | 9:1 | Niemcy |  |

| Godzina: 11:00 | F.Tikal 12:41 M.Vlach 14:46 V.Bubník 17:17 M.Vlach 30:59 R.Potsch 33:20 J.Starší 36:54 J.Jiřík 39:30 F.Vaněk 54:44 F.Vaněk 55:22 | (3:1, 4:0, 2:0) | H.Schuldes 4:26 | Sędzia główny: Hugh McLean Sędziowie liniowi: Bill McKinzie |

| 28 lutego 1960 | Szwecja | 8:2 | Niemcy |  |

| Godzina: 10:30 | L.Lundvall 1:15 G.Blomé 3:18 H.Svedberg 30:50 N.Nilsson 39:57 S.Johansson 47:33 S.Johansson 52:56 L.Lundvall 55:46 L.Lundvall 57:56 | (2:0, 2:2, 4:0) | G.Eberl 31:16 M.Egen 39:34 | Sędzia główny: Bill Riley Sędziowie liniowi: Bob Barry |

### Kombinacja norweska
Mężczyźni
| Zawodnik       | Konkurencja   | Bieg narciarski | Bieg narciarski | Bieg narciarski | Skoki narciarskie | Skoki narciarskie | Skoki narciarskie | Skoki narciarskie | Skoki narciarskie | Skoki narciarskie | Skoki narciarskie | Skoki narciarskie | Łącznie | Pozycja |
| Zawodnik       | Konkurencja   | Czas biegu      | Pozycja         | Punkty          | Skok 1            | Nota              | Skok 2            | Nota              | Skok 3            | Nota              | Punkty            | Pozycja           | Łącznie | Pozycja |
| -------------- | ------------- | --------------- | --------------- | --------------- | ----------------- | ----------------- | ----------------- | ----------------- | ----------------- | ----------------- | ----------------- | ----------------- | ------- | ------- |
| Georg Thoma    | Indywidualnie | 59:23,8         | 4.              | 236,452         | 62,0              | 106,0             | 69,0              | 110,0             | 67,5              | 111,5             | 221,5             | 1.                | 457,952 | złoto   |
| Günter Flauger | Indywidualnie | 1:02:10,0       | 14.             | 225,742         | 60,5              | 103,0             | 66,0              | 104,0             | 65,5              | 103,0             | 207,0             | 12.               | 432,742 | 13.     |
| Rainer Dietel  | Indywidualnie | 1:05:32,8       | 22.             | 212,645         | 63,0              | 104,5             | 67,5              | 109,5             | 63,5              | 104,5             | 214,0             | 6.                | 426,645 | 17.     |
| Martin Körner  | Indywidualnie | 1:07:37,0       | 27.             | 204,645         | 58,0              | 102,5             | 65,0              | 107,0             | 63,5              | 105,0             | 212,0             | 10.               | 416,645 | 20.     |

### Łyżwiarstwo figurowe
| Zawodnik                          | Konkurencja   | Nota   | Pozycja |
| --------------------------------- | ------------- | ------ | ------- |
| Bärbel Martin                     | Solistki      | 1219,8 | 14.     |
| Ursel Barkey                      | Solistki      | 1164,5 | 18.     |
| Manfred Schnelldorfer             | Soliści       | 1303,3 | 8.      |
| Tilo Gutzeit                      | Soliści       | 1274,0 | 9.      |
| Bodo Bockenauer                   | Soliści       | 1161,2 | 16.     |
| Marika Kilius Hans-Jürgen Bäumler | Pary sportowe | 76,8   | srebro  |
| Margret Göbl Franz Ningel         | Pary sportowe | 72,5   | 5.      |
| Rita Blumenberg Werner Mensching  | Pary sportowe | 70,2   | 7.      |

### Łyżwiarstwo szybkie
Mężczyźni
| Zawodnik        | Konkurencja   | Konkurencja   | Konkurencja    | Konkurencja    | Konkurencja    | Konkurencja    | Konkurencja      | Konkurencja      |
| Zawodnik        | Bieg na 500 m | Bieg na 500 m | Bieg na 1500 m | Bieg na 1500 m | Bieg na 5000 m | Bieg na 5000 m | Bieg na 10 000 m | Bieg na 10 000 m |
| Zawodnik        | Czas          | Miejsce       | Czas           | Miejsce        | Czas           | Miejsce        | Czas             | Miejsce          |
| --------------- | ------------- | ------------- | -------------- | -------------- | -------------- | -------------- | ---------------- | ---------------- |
| Helmut Kuhnert  | 42,3          | 20.           | 2:13,6         | 9.             | 8:25,1         | 22.            | 16:43,4          | 13.              |
| Herbert Söllner | 42,3          | 20.           |                |                |                |                |                  |                  |
| Günther Tilch   | 42,3          | 20.           | 2:24,8         | 38.            |                |                |                  |                  |
| Manfred Schüler | 42,5          | 24.           | 2:18,3         | 18.            |                |                |                  |                  |
| Harald Norden   |               |               | 2:22,1         | 31.            |                |                |                  |                  |
| Sepp Biebl      |               |               |                |                | 8:48,0         | 32.            |                  |                  |
| Heinz Wolfram   |               |               |                |                | 9:18,2         | 36.            | 18:37,0          | 29.              |

Kobiety
| Zawodnik            | Konkurencja   | Konkurencja   | Konkurencja    | Konkurencja    | Konkurencja    | Konkurencja    | Konkurencja    | Konkurencja    |
| Zawodnik            | Bieg na 500 m | Bieg na 500 m | Bieg na 1000 m | Bieg na 1000 m | Bieg na 1500 m | Bieg na 1500 m | Bieg na 3000 m | Bieg na 3000 m |
| Zawodnik            | Czas          | Miejsce       | Czas           | Miejsce        | Czas           | Miejsce        | Czas           | Miejsce        |
| ------------------- | ------------- | ------------- | -------------- | -------------- | -------------- | -------------- | -------------- | -------------- |
| Helga Haase         | 45,9          | złoto         | 1:34,3         | srebro         | 2:31,7         | 8.             |                |                |
| Sigrit Behrenz      | 50,2          | 18.           | 1:43,8         | 18.            |                |                |                |                |
| Natascha Liebknecht | 51,4          | 20.           | 1:43,5         | 17.            |                |                |                |                |
| Inge Görmer         |               |               |                |                | 2:36,5         | 16.            | 5:37,5         | 13.            |
| Gisela Toews        |               |               |                |                | 2:51,1         | 22.            | 5:48,3         | 17.            |

### Narciarstwo alpejskie
Mężczyźni
| Zawodnik           | Konkurencja | Konkurencja | Konkurencja     | Konkurencja     | Konkurencja         | Konkurencja         | Konkurencja              | Konkurencja              |
| Zawodnik           | Zjazd       | Zjazd       | Slalom gigant   | Slalom gigant   | Slalom specjalny    | Slalom specjalny    | Slalom specjalny         | Slalom specjalny         |
| Zawodnik           | Czas        | Pozycja     | Czas            | Pozycje         | Czas 1-go przejazdu | Czas 2-go przejazdu | Czas łączny              | Pozycja                  |
| ------------------ | ----------- | ----------- | --------------- | --------------- | ------------------- | ------------------- | ------------------------ | ------------------------ |
| Hans-Peter Lanig   | 2:06,5      | srebro      | 1:51,9          | 13.             | 1:11,9              | 1:02,4              | 2:14,3                   | 7.                       |
| Wilhelm Bogner     | 2:09,7      | 9.          | Dyskwalifikacja | Dyskwalifikacja | 1:08,8              | Dyskwalifikacja     | Nie ukończył konkurencji | Nie ukończył konkurencji |
| Luggi Leitner      | 2:10,2      | 11.         | 1:53,6          | 18.             | 59,6                | 1:10,9              | 2:10,5                   | 4.                       |
| Eberhard Riedel    | 2:13,3      | 16.         |                 |                 |                     |                     |                          |                          |
| Fritz Wagnerberger |             |             | 1:52,5          | 15.             |                     |                     |                          |                          |
| Sepp Behr          |             |             |                 |                 | 1:12,1              | 1:03,9              | 2:16,0                   | 10.                      |

Kobiety
| Zawodniczka       | Konkurencja | Konkurencja | Konkurencja   | Konkurencja   | Konkurencja         | Konkurencja         | Konkurencja      | Konkurencja      |
| Zawodniczka       | Zjazd       | Zjazd       | Slalom gigant | Slalom gigant | Slalom specjalny    | Slalom specjalny    | Slalom specjalny | Slalom specjalny |
| Zawodniczka       | Czas        | Pozycja     | Czas          | Pozycja       | Czas 1-go przejazdu | Czas 2-go przejazdu | Czas łączny      | Pozycja          |
| ----------------- | ----------- | ----------- | ------------- | ------------- | ------------------- | ------------------- | ---------------- | ---------------- |
| Heidi Biebl       | 1:37,6      | złoto       | 2:01,5        | 37.           | 1:09,2              | 57,3                | 2:06,5           | 21.              |
| Anneliese Meggl   | 1:40,8      | 6.          | 1:40,7        | 5.            | 1:02,5              | 59,9                | 2:02,4           | 13.              |
| Sonja Sperl       | 1:41,0      | 7.          | 1:41,9        | 9.            | 59,0                | 59,8                | 1:58,9           | 8.               |
| Barbi Henneberger | 1:42,4      | 11.         | 1:42,6        | 15.           | 57,4                | 59,2                | 1:56,6           | brąz             |

### Skoki narciarskie
Mężczyźni
| Skoczek          | Skok 1    | Skok 1 | Skok 2    | Skok 2 | Nota  | Pozycja |
| Skoczek          | odległość | Nota   | odległość | Nota   | Nota  | Pozycja |
| ---------------- | --------- | ------ | --------- | ------ | ----- | ------- |
| Helmut Recknagel | 93,5      | 113,6  | 84,5      | 113,6  | 227,2 | złoto   |
| Max Bolkart      | 87,5      | 104,3  | 81,0      | 108,3  | 212,6 | 6.      |
| Veit Kührt       | 88,5      | 106,1  | 79,5      | 102,6  | 208,7 | 12.     |
| Werner Lesser    | 81,5      | 98,0   | 78,5      | 102,8  | 200,8 | 21.     |